# Leire Martínez
Leire Martínez Ochoa (prononcer Léiré), née à Saint-Sébastien, dans la province de Guipuscoa le 22 juin 1979 est une chanteuse de pop espagnole, ancienne participante du télé-crochet Factor X et chanteuse du groupe La Oreja de Van Gogh de 2008 à 2024.

## Biographie
En 2002 elle se présente aux castings de Popstars, mais abandonne le programme pour raisons familiales.
En 2007 Leire réussit à entrer dans le concours musical de la chaîne Cuatro, Factor X, interprétant des chansons telles que Me voy de Julieta Venegas, Sin ti no soy nada d'Amaral, Be My Baby de Vanessa Paradis ou All Around The World de Lisa Stansfield. Elle fut éliminée durant la 6e soirée de gala, faisant d'elle la finaliste du programme.
Chanteuse de La Oreja de Van Gogh
En 2008 elle fut choisie comme nouvelle chanteuse de La Oreja De Van Gogh, remplaçant ainsi Amaia Montero. Avec Leire, le groupe sort les albums A las cinco en el Astoria, Cometas por el Cielo, El Planeta imaginario et Un susurro en la tormenta, dont le dernier devient son dernier album avec le groupe.

## Discographie
Avec La Oreja de Van Gogh
| Année | Album                                                                            |
| ----- | -------------------------------------------------------------------------------- |
| 2008  | A las cinco en el Astoria (et single promotionnel : El Último Vals)              |
| 2011  | Cometas por el cielo (et single promotionnel : La Niña Que Llora En Tus Fiestas) |
| 2016  | El planeta imaginario (et single promotionnel : Verano)                          |
| 2020  | Un susurro en la tormenta (et single promotionnel : Abrázame)                    |

## Note
1. ↑  (en-US) Tomás Mier, « La Oreja de Van Gogh Split With Vocalist Leire Martinez After 17 Years », sur Rolling Stone, 15 octobre 2024 (consulté le 11 décembre 2024)
2. ↑  La Oreja de Van Gogh trouve alors sa nouvelle muse et chanteuse, Leire Martínez